# Dolj megye
Dolj megye (magyarul: Dolzs megye, vagy Völgyi-Zsil) közigazgatási egység Romániában, a Havasalföld régióban, Olténia területén. 7414 km2-es területével Románia 6. legnagyobb megyéje, ezzel az ország teljes területének közel 3,1%-át adja. Emellett közel 600 ezer fős lakosságával Románia kilencedik legnépesebb közigazgatási egysége, ezzel az ország népességének 3,13%-ával rendelkezik, népsűrűsége minimálisan az országos átlag felett van.
Északról Gorj megye, keletről Vâlcea megye és Olt megye, délről Bulgária, nyugatról pedig Mehedinți megye határolja. Székhelye a híres gazdag kulturális örökségéről, történelmi nevezetességeiről nevezetes Craiova, Havasalföld második legnagyobb városa a főváros után, Románia hetedik legnépesebb városa. Emellett a megye jelentős városai közé tartozik a mezőgazdasági jelentőséggel bíró Băilești, a kereskedelmi és közlekedési csomópontként szolgáló Calafat, illetve a textilipar és az élelmiszer-feldolgozásáról ismert Filiași.
Dolj megye földrajza változatos tájakat ölel fel, a Duna és a Jiu patak mentén. A terület síkvidéki és dombvidéki részekből áll, ideális mezőgazdasági tevékenységekhez, különösen gabonatermesztéshez, zöldségekhez és szőlőtermesztéshez. A megye déli határát a Duna folyó, míg a közepét a Jiu határozza meg, melyek jelentős vízgazdálkodási szerepet töltenek be. A termékeny földek és a kedvező éghajlat a gazdaság egyik alapját képezik, különösen a mezőgazdaságban.
Története gazdag múltra tekint vissza, amelynek kezdetei a Duna menti régió stratégiai jelentőségével kapcsolatosak. Az ókori Daciában a területet számos erődítmény és település jellemezte, majd a római hódítás után fontos szerepet játszott a határvédelemben, különösen a limes mentén. A középkorban a megye a Havasalföldi Fejedelemség része volt, és kereskedelmi útvonalak metszéspontjaként szolgált. A 19. században Dolj megye a modern Románia fejlődésében játszott jelentős szerepet, különösen Craiova mint gazdasági és kulturális központ révén. Az iparosodás és az infrastruktúra fejlődése a megye dinamikus átalakulását hozta. A modern időszakban Dolj az ország egyik fontos mezőgazdasági és ipari központja lett, miközben megőrizte kulturális örökségét.

## Földrajz
A Zsil folyó alsó folyásánál elhelyezkedő megye északi részén alacsony dombvidék húzódik, ettől délre, és egyben a megye nagy részén a Román-alföld síkságai (Közép-Olténiai-, Segarceai-, Băileștilor-síkság) húzódnak, melyek Calafatnál és Bechetnél, a Duna mellett, részben megkötött homokdűnékkel tarkítottak. A megye déli határát a Duna völgye képezi.
Mérsékelt kontinentális éghajlatú, évi középhőmérséklete 11,5 °C.

## Gazdaság
A kommunizmus éveiben a megye az ország egyik legjelentősebb ipari régiója volt, mely szint teljes egészében áldozatául esett az 1989-es rendszerváltást követő recessziónak.
A megye területének közel háromnegyede mezőgazdasági terület, ahol főképp gabonaféléket termesztenek.

## Demográfia
2002-ben 734 231 lakosa volt, a népsűrűség 99 fő/km². A legnagyobb kisebbség a cigány (4,2%) és a szerb és bolgár (1%). 297 fő magyarnak vallotta magát.
A 2011-es népszámlálás adatai szerint a megye 660 544 lakosának 90,1%-a román, 4,5%-a roma volt. 192 fő magyar nemzetiségűnek vallotta magát.

## Turizmus

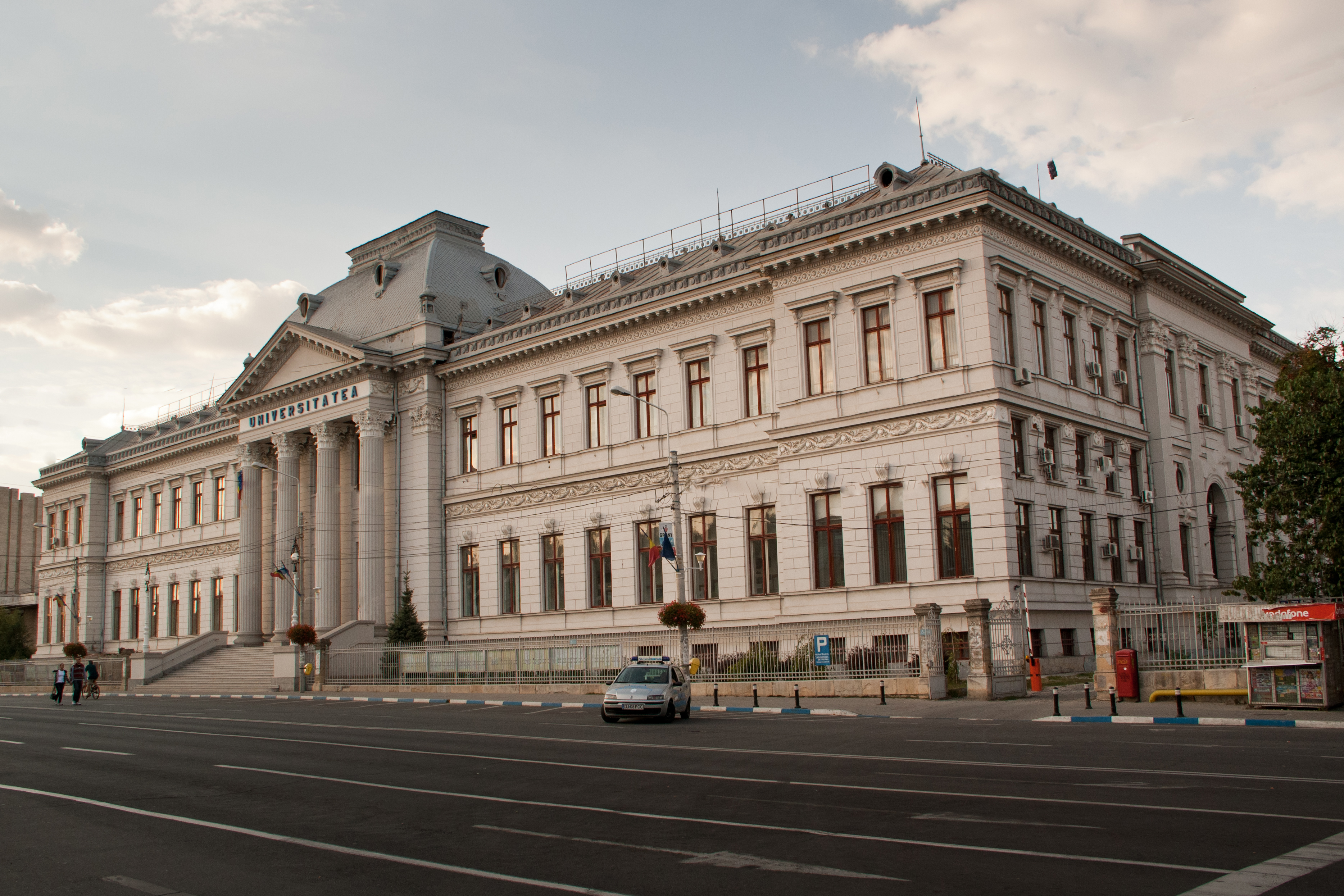
Craiova, a megyeszékhely
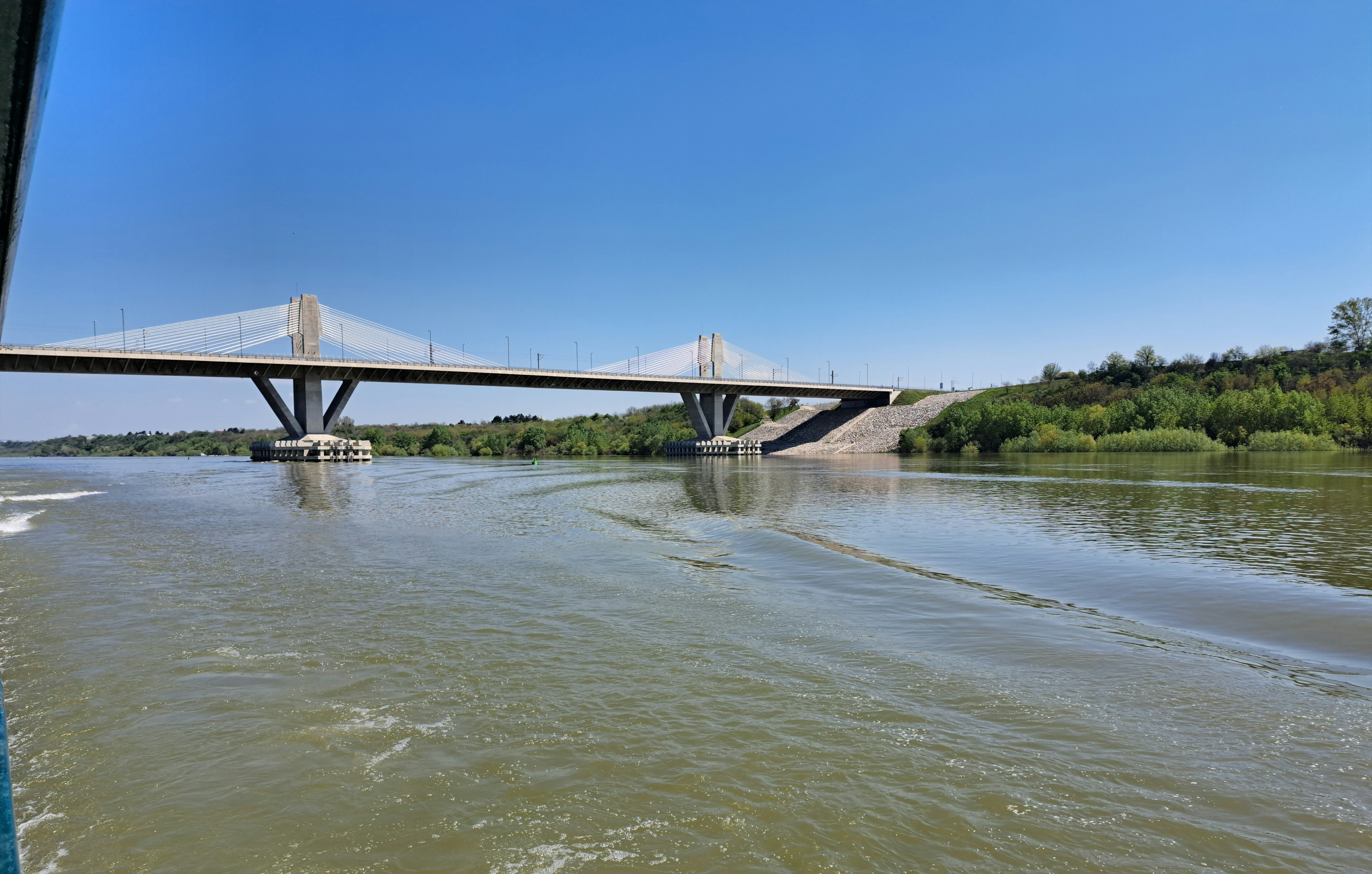
Új Európa-híd a Duna felett
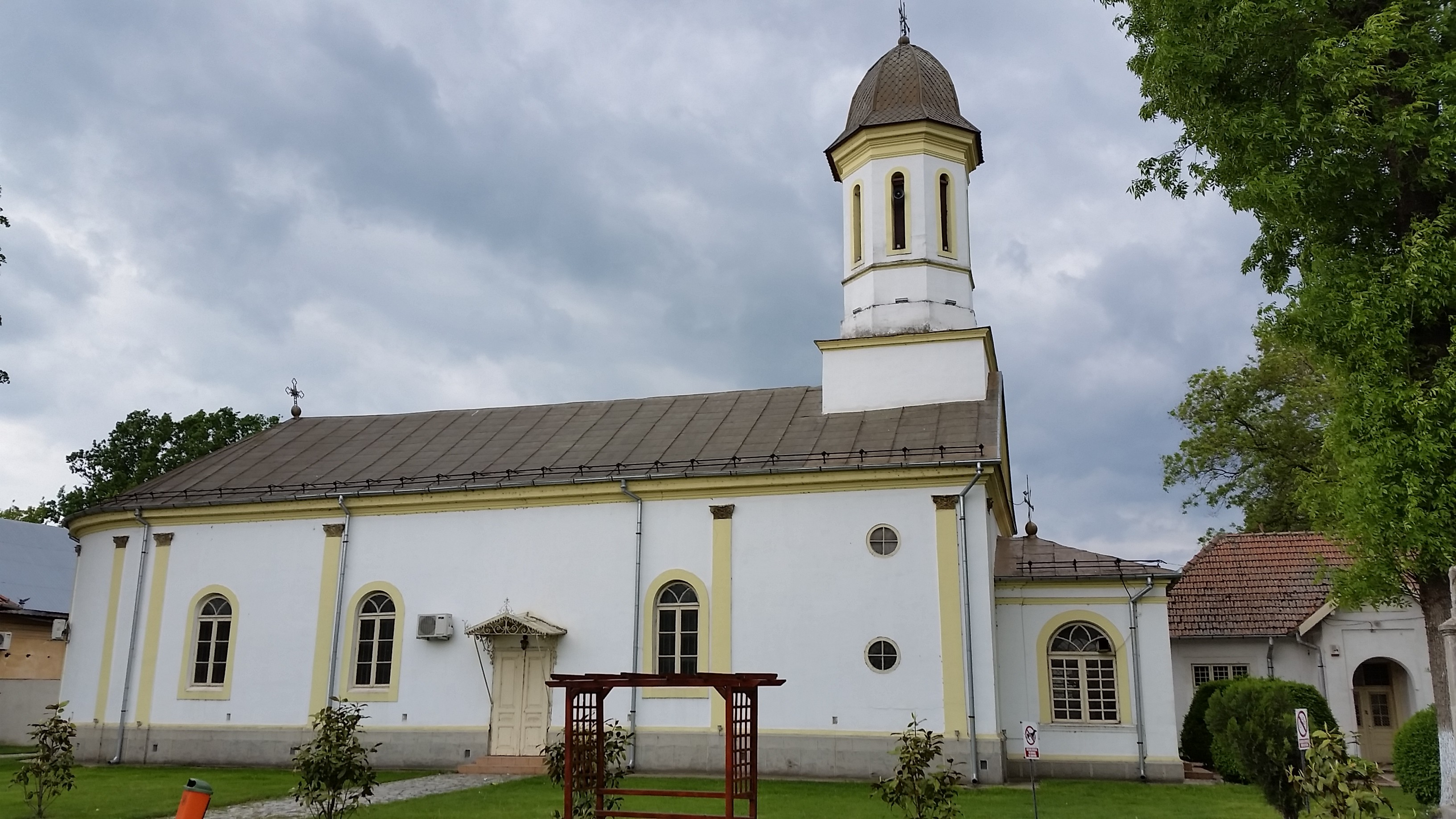
Szent Apostolok-temploma Băilești városában
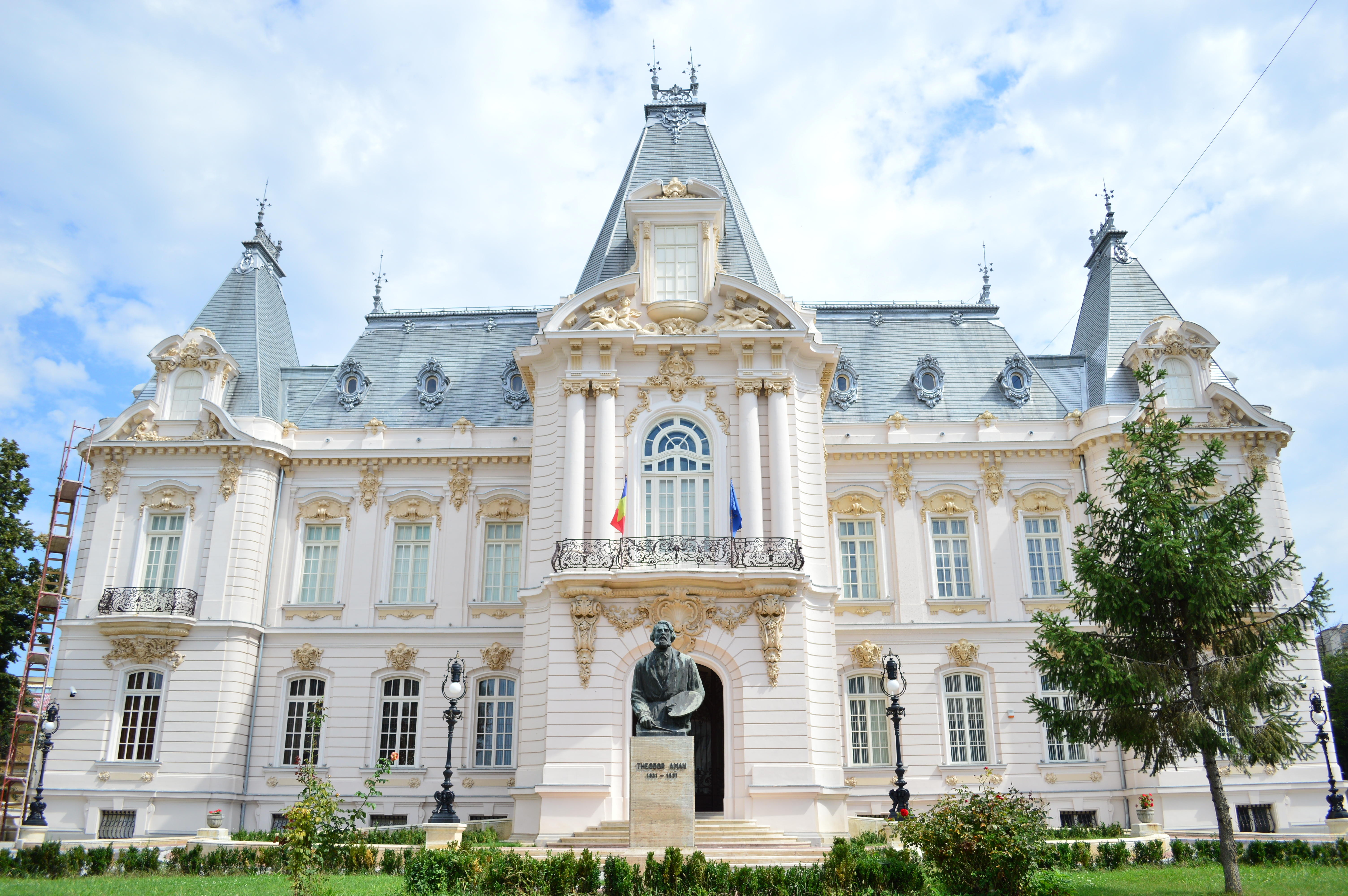
A Művészeti Múzeum Craiovában
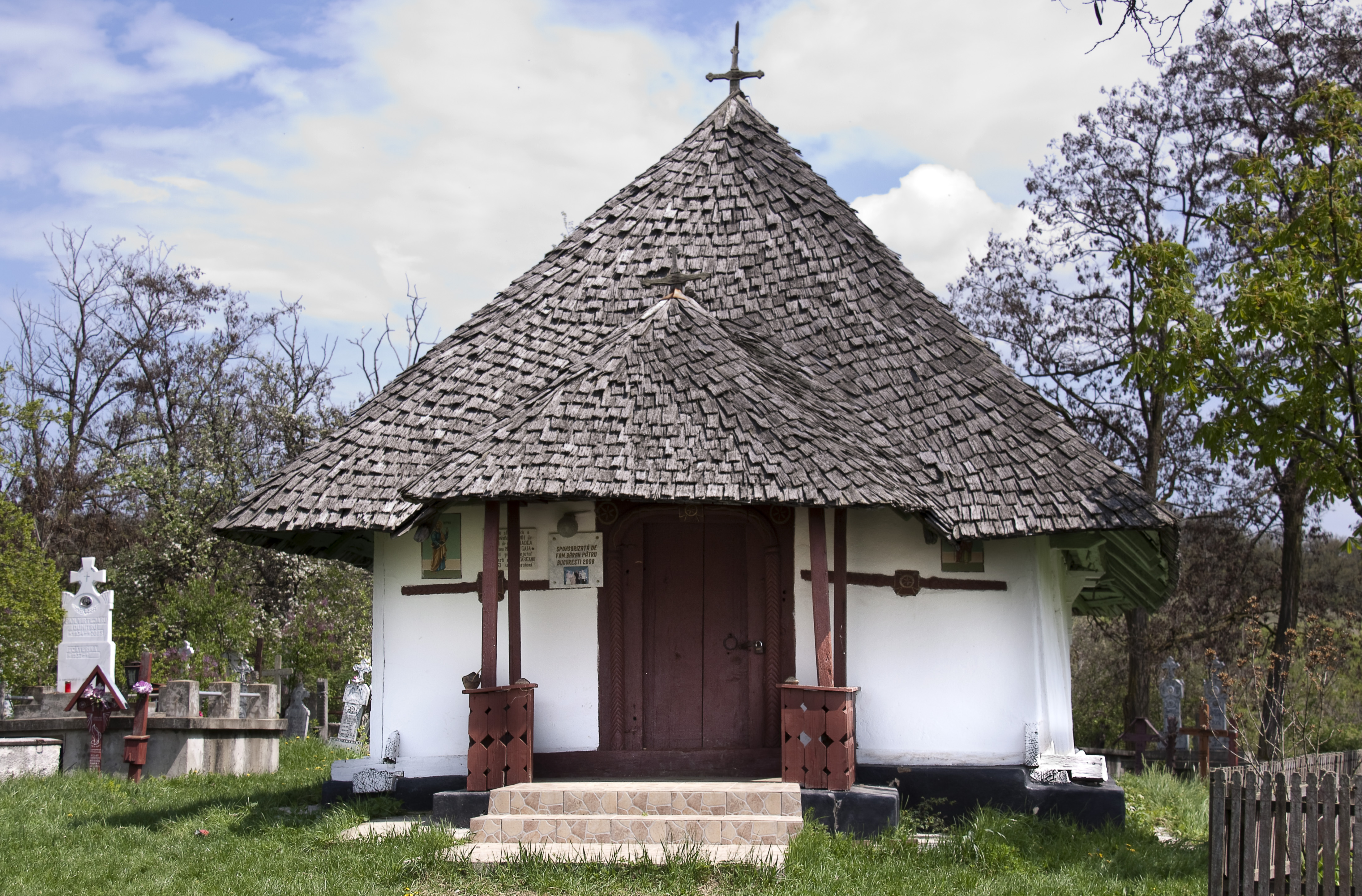
Fatemplom Balota de Sus községében

## Települések
Dolj megyében 3 municípium, 4 város és 104 község van.
Municípiumok
- Craiova
- Băilești
- Calafat

Városok
- Bechet
- Dăbuleni
- Filiași
- Segarcea

Községek
| - Afumați - Almăj - Amărăștii de Jos - Amărăștii de Sus - Apele Vii - Argetoaia - Bârca - Bistreț - Botoșești-Paia - Brabova - Brădești - Braloștița - Bratovoești - Breasta - Bucovăț - Bulzești - Călărași - Calopăr - Caraula | - Cârcea - Cârna - Carpen - Castranova - Catane - Celaru - Cerăt - Cernătești - Cetate - Cioroiași - Ciupercenii Noi - Coșoveni - Coțofenii din Dos - Coțofenii din Față - Daneți - Desa - Dioști - Dobrești - Dobrotești | - Drăgotești - Drănic - Fărcaș - Galicea Mare - Galiciuica - Gângiova - Ghercești - Ghidici - Ghindeni - Gighera - Giubega - Giurgița - Gogoșu - Goicea - Goiești - Grecești - Întorsura - Ișalnița - Izvoare | - Leu - Lipovu - Măceșu de Jos - Măceșu de Sus - Maglavit - Malu Mare - Mârșani - Melinești - Mischii - Moțăței - Murgași - Negoi - Orodel - Ostroveni - Perișor - Pielești - Piscu Vechi - Plenița - Pleșoi | - Podari - Poiana Mare - Predești - Radovan - Rast - Robănești - Rojiște - Sadova - Sălcuța - Scăești - Seaca de Câmp - Seaca de Pădure - Secu - Siliștea Crucii - Șimnicu de Sus - Sopot - Tălpaș - Teasc - Terpezița | - Teslui - Țuglui - Unirea - Urzicuța - Valea Stanciului - Vârtop - Vârvoru de Jos - Vela - Verbița |

## Földrajz
A megye területe 7414 km². Nincsenek nagy szintkülönbségek. Délen a Duna széles völgye található, középen áthalad a Zsíl folyó.

## Gazdaság
Fontosabb iparágak: járműipar, élelmiszeripar, textilipar, vegyipar, repülőgép ipar. A megyében két dunai kikötő van, Bechetnél és Calafatnál.